# Чарлз Шерингтън
Сър Чарлс Скот Шерингтън (на английски: Charles Scott Sherrington) е английски лекар, неврофизиолог, Нобелов лауреат по медицина за откритията си в областта на физиологията.

## Биография
Роден е на 27 ноември 1857 година в Ислингтън, предградие на Лондон, Англия, в семейството на Джеймс Шерингтън, селски лекар в Кейстър (предградие на Грейт Ярмаут) и Ан Шерингтън. Бащата на Чарлс и двамата му по-малки братя умират, когато са още деца. След известно време Ан Шерингтън се омъжва за Кейлъб Роуз - лекар, археолог, геолог, познавач на класическите езици и на класическата литература. Той успява да създаде у Чарлс интерес към изкуството, историята и философията и му помага да избере медицинската кариера.
Шерингтън учи пет години в граматическо училище и през 1876 г. постъпва в лондонската болница „Св. Томас“, за да следва медицина. През 1879 слуша лекциите на физиолога Майкъл Фостър в Кеймбриджкия университет. Една година по-късно финансовото положение на семейството му се подобрява и Шерингтън постъпва в Гонвил и Кайус колидж към същия университет.
През 1884 г. Шерингтън публикува първата от своите 320 научни работи, посветена на специализираните функции на различните дялове на главния мозък. В изследванията, проведени от него заедно с Джон Нюпорт Лангли, сътрудник на Фостър, се използват животни, на които с помощта на метод, усъвършенстван от немския невролог Фридрих Голц, се прави частично отстраняване на главния мозък - децеребрация. В края на 1884 г. Шерингтън заминава за Страсбург, за да изучи този метод от самия Голц. През следващата година получава лекарска диплома и е изпратен в Испания и Италия да изследва холерни епидемии. Стремежът да продължи тази работа го довежда през 1886 г. в Берлин, където учи патология при Рудолф Вирхов и бактериология при Роберт Кох. Като се връща в Лондон, Шерингтън започва да чете през 1887 г. лекции по системна физиология в болницата „Свети Томас“. През 1895 г. Шерингтън става професор по физиология в Ливърпулския университет.
През 1906 г. Шерингтън формулира основните принципи на неврофизиологията в книгата си „Интегративната дейност на нервната система“ (The Integrative Action of the Nervous System), която специалистите в областта на неврологията изучават и днес. През 1913 г. заема длъжността на професор по физиология в Оксфордския университет и остава такъв в продължение на 23 години до излизането си в пенсия. Изследванията му в областта на неврохирургията са прекъснати по време на Първата световна война, когато му се налага да работи като ръководител на съвета по проблемите на преумората на работниците в промишлеността. Шерингтън изследва и въпроси като интеграцията на рефлексите при формиране на координирани действия и важността на задържането в нервната система; разработва нови методи и апаратури за изследване. Сред сътрудниците, с които Шерингтън работи в Оксфордския университет, са неврофизиолозите Едгар Ейдриън и Джон Еклс.
Умира на 4 март 1952 година в Ийстбърн, предградие на Съсекс, Южна Англия, на 94-годишна възраст.

## Научна дейност
Чарлз Шерингтън е откривателят на синапсите като неизменна част от нервните клетки. Именно поради изключително плодотворната си и ефективна работа в областта на неврофизиологичното изследване на невроните, съвместно с Едгар Ейдриън, Шерингтън е удостоен с престижната Нобелова награда. Популярният британски учен е бил и преподавател в престижния Кингс Колидж, който е съосновател на Лондонския университет. За първи път испанският анатом Сантяго Рамон и Кахал изказва хипотезата, че неврона е структурна и функционална единица на нервната система. Той определя невроните като отделни и напълно самостоятелни клетки, които комуникират успешно със своите събратя с помощта на специализирани канали. Тези специализирани микроскопични структури биват наречени синапси. Именно предположението на испанския учен се превръща в едната от основните крепости на съвременната невробиология, разработена от Шерингтън.
И Шерингтън, и Рамох и Кахал стигат едновременно до един и същ извод, който оформя „доктрината за невронната теория“. Според постулатите на тази доктрина, нервната система представлява не единна мрежа от нервни клетки, а последователност от многобройни и разнообразни нервни клетки.
Английският учен отделя голямо внимание на гръбначно-мозъчните рефлекси, които съвсем справедливо той подозира, че стоят в основата на цялостното интегративно функциониране на нервната система. Синапсите, които открива Шерингтън са отговорни за предаването на нервния импулс между отделните неврони. От своя страна предаването на нервните сигнали винаги е свързано с оформянето и изразяването на рефлексите. Шерингтън открива, че за да се осъществи един рефлекс е необходимо той да има стабилна анатомична основа, каквато се оказва „рефлексната дъга“. Всяка рефлексна дъга се състои от пет компонента: рецептор, аферентно рамо, процес на превключване в централната нервна система, еферентно рамо и ефектор или орган изпълнител.
Сър Чарлз Шерингтън проучва и съставя карта на инервационните зони на гръбначно-мозъчните нерви. Отново британския учен осъществява класификацията, според която рецепторите биват три основни вида: екстерорецептори, интерорецептори и проприорецептори. Шерингтън излага основните модели на неврофизиологията в научните си трудове „Интегративна дейност на нервната система“ и „Рефлексна дейност на гръбначния мозък“.